# Tavan Bogd
Pour les articles homonymes, voir Tavan et Bogd (homonymie).
Le Tavan Bogd (mongol : ᠲᠠᠪᠤᠨ ᠪᠣᠭᠳᠠ, cyrillique : Таван богд, [ˈtaw̜əɴ ˈpɔɢət], litt. les « Cinq Saints », en russe : Таван-Богдо-Ула, Tavan-Bogdo-Oula, en chinois : 塔彎博格多 ; pinyin : Tǎwān Bógé Duō) est un massif montagneux situé dans le système montagneux de l'Altaï en Asie centrale. Il se trouve à la frontière entre la Chine et son Xinjiang, la Mongolie et sa province de Bayan-Ögli ainsi que la Russie et sa république de l'Altaï. Son point culminant est le Kujten Uul, à la frontière entre la Chine et la Mongolie, à une altitude de 4 374 mètres.
Selon la légende, c'est Gengis Khan lui-même qui aurait donné le nom au massif.

## Géographie

### Situation
Le massif du Tavan Bogd se situe en plein cœur de l'Asie centrale, dans le vaste système montagneux de l'Altaï. Il se situe dans sa partie sud, et juste au nord du massif se trouve le grand plateau de l'Oukok. Sur son côté occidental se trouve l'Altaï méridional, chaînon partagé entre le Kazakhstan, la Chine et la Russie, tandis que sur son côté sud est commence l'Altaï de Mongolie, entre la Mongolie et la Chine. Enfin, sur son côté nord-est se trouvent les monts Saïliouguem.
Administrativement, le massif est emprunté par trois frontières ; la frontière russo-chinoise, la frontière entre la Mongolie et la Russie ainsi que la frontière entre la Chine et la Mongolie. En Chine, le massif se trouve dans la région autonome du Xinjiang, au sein de la préfecture d'Altay. En Mongolie, il fait partie de la province de Bayan-Ögli, dans les sums de Tsengel et d'Ulaankhus. Enfin en Russie, il est une partie du sujet fédéral de la république de l'Altaï, dans le raïon de Koch-Agatch.

### Sommets

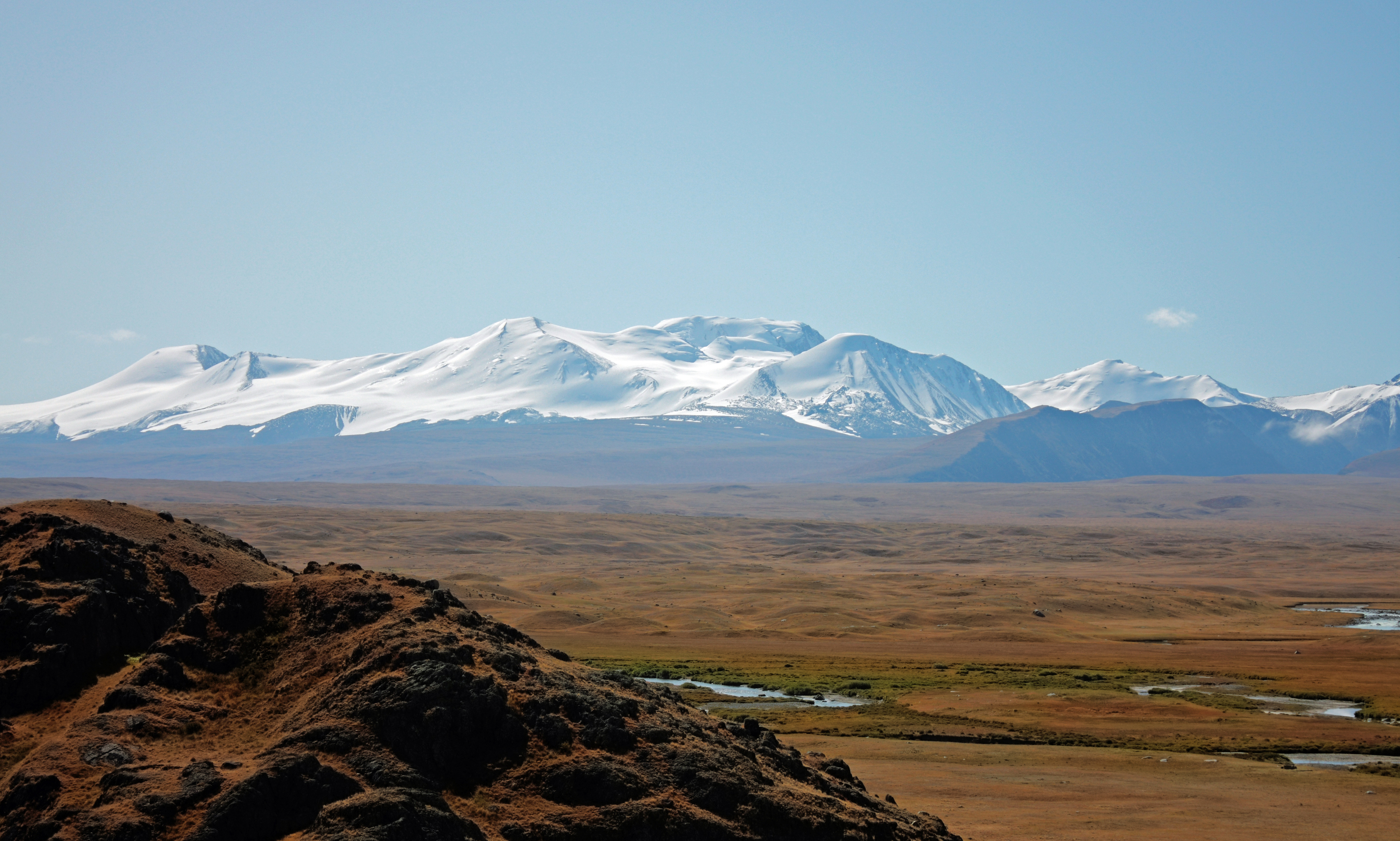
Vue d'ensemble avec le plateau de l'Oukok.

Le massif comporte cinq sommets principaux, ces cinq ayant donné le nom au massif. Le plus haut est le Kujten Uul, avec 4 374 mètres d'altitude, qui est le point culminant de la Mongolie. Il est suivi du pic Nairamdal (en), avec 4 180 mètres d'altitude, du pic Bürged avec 4 068 mètres, du pic Malchin et de l'Olgii tous deux avec 4 050 mètres d'altitude.
En raison de l'inaccessibilité du massif, couvert de neiges éternelles, les pays limitrophes se sont mis d'accord pour ne pas y établir de borne frontière.

### Glaciers
Selon diverses mesures satellites, l'espace glaciaire total dans le massif du Tavan Bogd était de 204 km2 en 2009, alors qu'il y avait 213 km2 de glaciers en 1989, soit une perte de superficie de 4,2 % en à peine vingt ans, à cause du changement climatique. Les glaciers du massif sont les plus grands de l'ensemble de l'Altaï.
La Mongolie est le pays qui possède le plus de superficie de glaciers parmi les trois, avec le glacier Potanine, le plus long du pays. Du côté russe, il y avait 12 glaciers, pour une superficie totale de 22,8 km2, selon une étude de 2011. Mais les versants russes ont perdu 11 % de leur superficie entre 1962 et 2002, et 12 % supplémentaires entre 2002 et 2009.

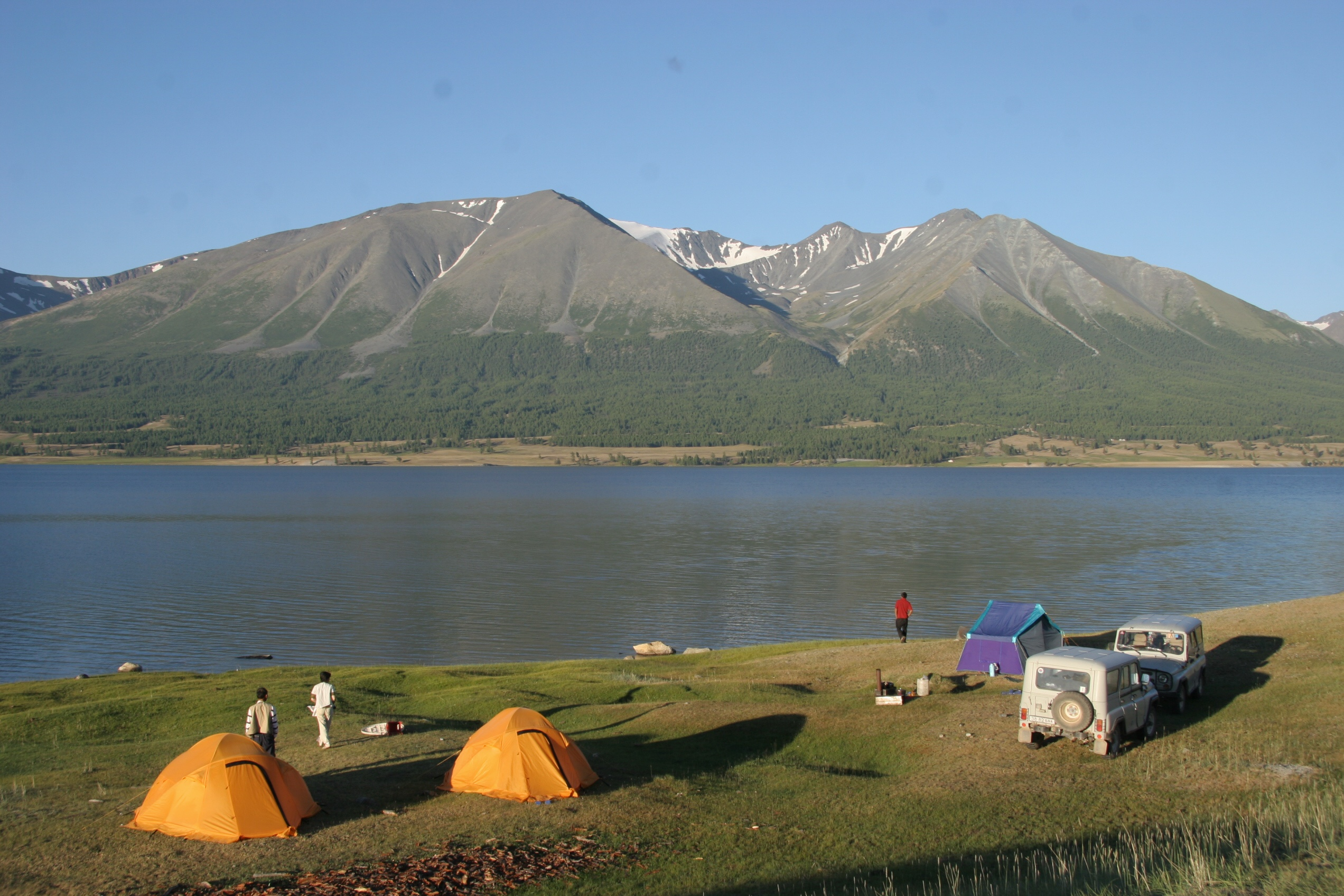
Lac dans le massif.
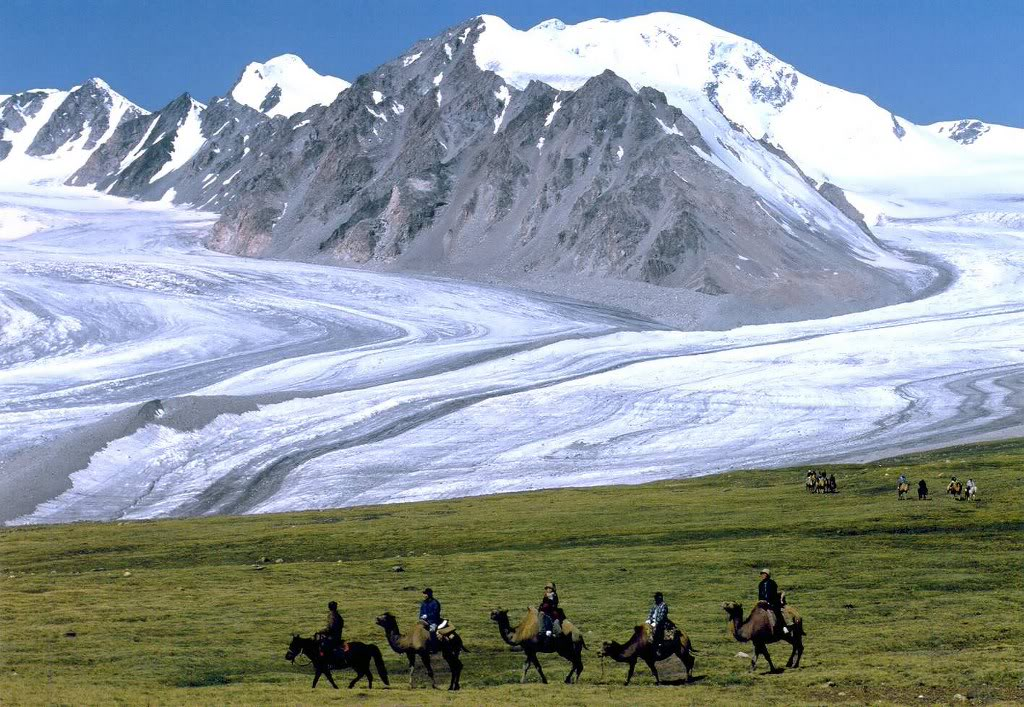
Le glacier Potanine.

### Faune
Les animaux les plus rares de l'ensemble de l'Altaï se trouvent dans le massif, parmi lesquels l'argali de l'Altaï ainsi que le léopard des neiges.

## Religion
Le massif est considéré comme sacré par les bouddhistes (peuples de l'Altaï, Touvains, Mongols et Chinois).
Les vieux-croyants, qui fuyaient l'Empire russe, associaient le lieu au pays de « Belovodie », un pays riche où la population gardait la vieille foi par opposition aux réformes de Nikon. Les vieux-croyants ont emprunté le col de Kanas pour rejoindre et s'installer en Chine, et y ont installé une croix orthodoxe.

## Protection environnementale
Chaque pays possède des aires protégées qui recouvrent le massif. La partie russe possède le parc naturel Oukok, qui a été inscrite dans la liste du patrimoine mondial UNESCO comme partie de site naturel sous le nom de Montagnes dorées de l'Altaï (avec le Béloukha, la réserve naturelle de Katoun et la réserve naturelle de l'Altaï). Côté mongol, le parc national de l'Altaï Tavan Bogd (en) recouvre une superficie de 6 362 km2, qui héberge des espèces comme le mouton argali, le bouquetin, le cerf rouge, la martre furet boréal, l'orignal, le léopard des neiges, le tétraogalle de l'Altaï et l'aigle royal. Enfin, la réserve naturelle du lac Kanas, qui s'étend sur 5 588 km2, se situe dans la partie chinoise.